# Lorela Cubaj
Lorela Cubaj (Terni, 8 gennaio 1999) è una cestista italiana, ala della Reyer Venezia.

## Carriera

### Club

#### Gli inizi in Italia
Di origini albanesi, è nata a Terni, città dove ha iniziato la sua carriera cestistica nel vivaio della Pink Basket, società satellite della Reyer Venezia. Nel 2014 entra a far parte del settore giovanile orogranata, rimanendovi per tre anni; debutta in prima squadra nella stagione 2015-16 e viene confermata anche per la successiva stagione. Conclude la sua carriera a Venezia disputando 41 partite e mettendo a segno 61 punti, riuscendo ad attrarre le attenzioni di alcune università statunitensi. Durante la sua militanza nella Reyer, grazie al doppio tesseramento gioca contemporaneamente in prestito per la Sistema Rosa di Pordenone, nella quale avrà modo di fare esperienza sia in Serie A3 sia in A2, totalizzando in tre anni 25 presenze e 177 punti con una media di 7,1 punti per partita.

#### L'esperienza nordamericana

##### La carriera universitaria
Dopo aver concluso la sua esperienza a Venezia nell'estate del 2017, decide di trasferirsi per la successiva stagione negli Stati Uniti d'America per frequentare il Georgia Institute of Technology e giocare nella squadra femminile di pallacanestro dell'ateneo. Debutta con le Yellow Jackets l'11 novembre 2017 mettendo a segno 2 punti, 3 rimbalzi e 2 assist in 24 minuti, nella partita vinta per 75 a 41 contro le ASU Mountaineers. Realizza la sua prima doppia doppia a livello universitario il 16 marzo 2018, mettendo a referto una prestazione da 17 punti e 13 rimbalzi, nella partita vinta per 85 a 32 contro le BCU Wildcats e valevole per il primo round del National Invitation Tournament femminile. Conclude la sua prima stagione, ovvero quella da freshman, con una media di 3,7 punti, 4,4 rimbalzi e 1,5 assist a partita.
Nella sua seconda stagione, quella da sophomore, riesce ad aumentare notevolmente il suo minutaggio e migliorare le sue statistiche individuali concludendo l'anno con una media di 7 punti, 7.3 rimbalzi e 2 assist a partita; mette a segno il suo massimo stagionale di punti e rimbalzi (rispettivamente 17 e 12) il 1º febbraio 2019, nella sconfitta casalinga per 91 a 90 contro N. Carol. Tar Heels. La terza stagione, terminata anzitempo a causa della pandemia di COVID-19, conferma gran parte dei miglioramenti di Cubaj che conclude l'anno con una media di 10 punti, 7,7 rimbalzi e 2,5 assist a partita, mettendo a segno il suo massimo stagionale di 21 punti, più 8 rimbalzi, nella partita vinta per 62 a 52 contro W.F. Dem. Deacons il 9 febbraio 2020.
La quarta stagione, quella da senior, vede Cubaj mettere a segno 14 doppie doppie e arrivare insieme alle compagne sia alle semifinali dell'Atlantic Coast Conference (ACC) sia alle Sweet Sixteen del Torneo NCAA, venendo battute in quest'ultimo caso dalle SCSU Lady Bulldogs per 76 a 65: in quest'ultima partita mette a segno una prestazione da 15 punti e 7 rimbalzi in 32 minuti sul parquet. Conclude la stagione con delle medie di 12,5 punti, 11,5 rimbalzi e 2,8 assist a partita, venendo premiata come miglior giocatrice difensiva dell'anno in ACC e venendo inserita nel miglior quintetto assoluto della stessa Conference.

##### Il debutto nella WNBA
L'11 aprile 2022, durante il draft della Women's National Basketball Association (WNBA), Cubaj viene scelta alla diciottesima chiamata dalle Seattle Storm, scambiandone immediatamente i diritti con le N.Y. Liberty.
Fa il suo debutto per la franchigia newyorchese il seguente 8 maggio, nella partita inaugurale vinta per 81-79 contro le Connecticut Sun, mettendo a segno 2 punti, 3 rimbalzi e 2 assist in 18 minuti di gioco. Nelle successive partite Cubaj trova poco spazio nelle rotazioni della coach Sandy Brondello; nella sua ultima partita stagionale, giocata il 23 giugno e vinta per 81-77 sempre contro le Connecticut Sun, con 4 punti mette a segno il suo career-high di punti in WNBA. Conclude la sua prima stagione con una media di 0,7 punti, 2,1 rimbalzi e 0,4 assist in 8 minuti di media giocati.
Il 1º luglio 2022, le N.Y. Liberty ufficializzano il suo taglio dalla rosa della squadra, per far posto alla playmaker Crystal Dangerfield.

#### I ritorni in Italia e Stati Uniti
Il 15 giugno 2022 fa ritorno in Italia accasandosi in quello che era stato il suo primo club professionistico, la Reyer Venezia, con cui disputa la stagione seguente. Nel mentre, l'8 marzo 2023 si accorda con Atlanta Dream, franchigia WNBA, per disputare il training camp della stagione seguente.

## Statistiche

### NCAA
| Anno     | Squadra               | PG  | PT   | MP   | TC%  | 3P%  | TL%  | RP  | AP  | PRP | SP   | PP  |
| -------- | --------------------- | --- | ---- | ---- | ---- | ---- | ---- | --- | --- | --- | ---- | --- |
| 2017-18  | Georgia T. Yel. Jack. | 34  | 31   | 20,6 | 32,9 | 16,7 | 46,2 | 4,4 | 1,5 | 1,4 | 0,8  | 3,7 |
| 2018-19  | 30                    | 16  | 28,3 | 40,9 | 25,0 | 50,0 | 7,3  | 2,0 | 1,5 | 1,0 | 7,0  |     |
| 2019-20  | 31                    | 29  | 33,4 | 44,9 | 28,0 | 57,8 | 7,7  | 2,5 | 1,2 | 1,2 | 10,0 |     |
| 2020-21  | 26                    | 26  | 33,3 | 43,9 | 19,4 | 59,2 | 11,5 | 2,8 | 1,3 | 1,3 | 12,5 |     |
| 2021-22  | 32                    | 32  | 33,6 | 42,0 | 17,4 | 67,0 | 11,1 | 4,3 | 1,4 | 1,3 | 10,0 |     |
| Carriera | Carriera              | 153 | 134  | 29,6 | 41,7 | 21,3 | 58,4 | 8,3 | 2,6 | 1,3 | 1,1  | 8,5 |

### WNBA
| Anno     | Squadra       | PG | PT | MP  | TC%  | 3P% | TL%  | RP  | AP  | PRP | SP  | PP  |
| -------- | ------------- | -- | -- | --- | ---- | --- | ---- | --- | --- | --- | --- | --- |
| 2022     | N.Y. Liberty  | 11 | 0  | 8,0 | 33,3 | 0,0 | 0,0  | 1,3 | 0,4 | 0,0 | 0,2 | 0,7 |
| 2023     | Atlanta Dream | 3  | 0  | 6,3 | 0,0  | 0,0 | 0,0  | 2,3 | 0,0 | 0,0 | 0,3 | 0,0 |
| 2024     | Atlanta Dream | 28 | 1  | 7,9 | 42,9 | 0,0 | 60,0 | 1,5 | 0,5 | 0,3 | 0,1 | 1,2 |
| Carriera | Carriera      | 42 | 1  | 7,8 | 39,6 | 0,0 | 60,0 | 1,7 | 0,5 | 0,2 | 0,1 | 1,0 |

### Cronologia presenze e punti in nazionale
| Cronologia completa delle presenze e dei punti in Nazionale - Italia | Cronologia completa delle presenze e dei punti in Nazionale - Italia | Cronologia completa delle presenze e dei punti in Nazionale - Italia | Cronologia completa delle presenze e dei punti in Nazionale - Italia | Cronologia completa delle presenze e dei punti in Nazionale - Italia | Cronologia completa delle presenze e dei punti in Nazionale - Italia | Cronologia completa delle presenze e dei punti in Nazionale - Italia | Cronologia completa delle presenze e dei punti in Nazionale - Italia |
| Data                                                                 | Città                                                                | In casa                                                              | Risultato                                                            | Ospiti                                                               | Competizione                                                         | Punti                                                                | Note                                                                 |
| -------------------------------------------------------------------- | -------------------------------------------------------------------- | -------------------------------------------------------------------- | -------------------------------------------------------------------- | -------------------------------------------------------------------- | -------------------------------------------------------------------- | -------------------------------------------------------------------- | -------------------------------------------------------------------- |
| 18-8-2018                                                            | Vicenza                                                              | Italia                                                               | 74 - 37                                                              | W.F. Dem. Deacons                                                    | Amichevole                                                           | 2                                                                    | [ 6 ]                                                                |
| 31-5-2019                                                            | Pordenone                                                            | Italia                                                               | 66 - 69                                                              | Ucraina                                                              | Amichevole                                                           | 5                                                                    | [ 7 ]                                                                |
| 1-6-2019                                                             | Ponzano Veneto                                                       | Italia                                                               | 99 - 77                                                              | Ucraina                                                              | Amichevole                                                           | 3                                                                    | [ 8 ]                                                                |
| 8-6-2019                                                             | Saragozza                                                            | Belgio                                                               | 49 - 60                                                              | Italia                                                               | Torneo amichevole                                                    | 6                                                                    | [ 9 ]                                                                |
| 9-6-2019                                                             | Saragozza                                                            | Russia                                                               | 62 - 54                                                              | Italia                                                               | Torneo amichevole                                                    | 0                                                                    | [ 10 ]                                                               |
| 14-6-2019                                                            | Broni                                                                | Italia                                                               | 71 - 67                                                              | Bielorussia                                                          | Amichevole                                                           | 3                                                                    | [ 11 ]                                                               |
| 15-6-2019                                                            | Parma                                                                | Italia                                                               | 73 - 56                                                              | Bielorussia                                                          | Amichevole                                                           | 4                                                                    | [ 12 ]                                                               |
| 21-6-2019                                                            | Wevelgem                                                             | Belgio                                                               | 79 - 76                                                              | Italia                                                               | Amichevole                                                           | 0                                                                    | [ 13 ]                                                               |
| 27-6-2019                                                            | Niš                                                                  | Turchia                                                              | 54 - 57                                                              | Italia                                                               | EuroBasket 2019 - Primo turno, Gruppo C                              | 3                                                                    | [ 14 ]                                                               |
| 28-6-2019                                                            | Niš                                                                  | Italia                                                               | 51 - 59                                                              | Ungheria                                                             | EuroBasket 2019 - Primo turno, Gruppo C                              | 4                                                                    | [ 15 ]                                                               |
| 30-6-2019                                                            | Niš                                                                  | Italia                                                               | 75 - 57                                                              | Slovenia                                                             | EuroBasket 2019 - Primo turno, Gruppo C                              | 0                                                                    | [ 16 ]                                                               |
| 2-7-2019                                                             | Belgrado                                                             | Italia                                                               | 54 - 63                                                              | Russia                                                               | EuroBasket 2019 - Qualif. ai quarti di finale                        | 0                                                                    | [ 17 ]                                                               |
| 1-6-2021                                                             | Mulhouse                                                             | Francia                                                              | 69 - 61 dts                                                          | Italia                                                               | Amichevole                                                           | 5                                                                    | [ 18 ]                                                               |
| 2-6-2021                                                             | Mulhouse                                                             | Francia                                                              | 70 - 53                                                              | Italia                                                               | Amichevole                                                           | 4                                                                    | [ 19 ]                                                               |
| 11-6-2021                                                            | Valencia                                                             | Turchia                                                              | 44 - 83                                                              | Italia                                                               | Amichevole                                                           | 6                                                                    | [ 20 ]                                                               |
| 17-6-2021                                                            | Valencia                                                             | Serbia                                                               | 86 - 81 dts                                                          | Italia                                                               | EuroBasket 2021 - Primo turno, Gruppo B                              | 9                                                                    | [ 21 ]                                                               |
| 18-6-2021                                                            | Valencia                                                             | Italia                                                               | 77 - 61                                                              | Montenegro                                                           | EuroBasket 2021 - Primo turno, Gruppo B                              | 4                                                                    | [ 22 ]                                                               |
| 20-6-2021                                                            | Valencia                                                             | Italia                                                               | 77 - 67                                                              | Grecia                                                               | EuroBasket 2021 - Primo turno, Gruppo B                              | 0                                                                    | [ 23 ]                                                               |
| 21-6-2021                                                            | Valencia                                                             | Italia                                                               | 46 - 64                                                              | Svezia                                                               | EuroBasket 2021 - Ottavi di finale                                   | 5                                                                    | [ 24 ]                                                               |
| 24-11-2022                                                           | Napoli                                                               | Italia                                                               | 78 - 29                                                              | Svizzera                                                             | Qual. Euro 2023 - Girone H                                           | 6                                                                    | [ 25 ]                                                               |
| 27-11-2022                                                           | Napoli                                                               | Italia                                                               | 81 - 60                                                              | Slovacchia                                                           | Qual. Euro 2023 - Girone H                                           | 7                                                                    | [ 26 ]                                                               |
| 11-6-2023                                                            | Pordenone                                                            | Italia                                                               | 65 - 70                                                              | Germania                                                             | Amichevole                                                           | 4                                                                    | [ 27 ]                                                               |
| 15-6-2023                                                            | Tel Aviv                                                             | Italia                                                               | 58 - 61                                                              | Rep. Ceca                                                            | EuroBasket 2023 - Primo turno, Gruppo B                              | 0                                                                    | [ 28 ]                                                               |
| 16-6-2023                                                            | Tel Aviv                                                             | Israele                                                              | 68 - 88                                                              | Italia                                                               | EuroBasket 2023 - Primo turno, Gruppo B                              | 2                                                                    | [ 29 ]                                                               |
| 18-6-2023                                                            | Tel Aviv                                                             | Belgio                                                               | 72 - 64                                                              | Italia                                                               | EuroBasket 2023 - Primo turno, Gruppo B                              | 5                                                                    | [ 30 ]                                                               |
| 19-6-2023                                                            | Tel Aviv                                                             | Montenegro                                                           | 63 - 49                                                              | Italia                                                               | EuroBasket 2023 - Ottavi di finale                                   | 2                                                                    | [ 31 ]                                                               |
| 9-11-2023                                                            | Vigevano                                                             | Italia                                                               | 76 - 67                                                              | Grecia                                                               | Qual. Euro 2025 - Girone I                                           | 18                                                                   | [ 32 ]                                                               |
| 12-11-2023                                                           | Amburgo                                                              | Germania                                                             | 53 - 70                                                              | Italia                                                               | Qual. Euro 2025 - Girone I                                           | 7                                                                    | [ 33 ]                                                               |
| 6-2-2025                                                             | Faenza                                                               | Italia                                                               | 79 - 60                                                              | Germania                                                             | Qual. Euro 2025 - Girone I                                           | 8                                                                    | [ 34 ]                                                               |
| 9-2-2025                                                             | Brno                                                                 | Rep. Ceca                                                            | 74 - 69                                                              | Italia                                                               | Qual. Euro 2025 - Girone I                                           | 16                                                                   | [ 35 ]                                                               |
| 23-5-2025                                                            | Mons                                                                 | Belgio                                                               | 83 - 70                                                              | Italia                                                               | Amichevole                                                           | 7                                                                    | [ 36 ]                                                               |
| 25-5-2025                                                            | Kortrijk                                                             | Belgio                                                               | 64 - 61                                                              | Italia                                                               | Amichevole                                                           | 4                                                                    | [ 37 ]                                                               |
| 31-5-2025                                                            | Inca                                                                 | Grecia                                                               | 52 - 65                                                              | Italia                                                               | Torneo amichevole                                                    | 12                                                                   | [ 38 ]                                                               |
| 1-6-2025                                                             | Inca                                                                 | Spagna                                                               | 57 - 42                                                              | Italia                                                               | Torneo amichevole                                                    | 8                                                                    | [ 39 ]                                                               |
| 10-6-2025                                                            | Brno                                                                 | Rep. Ceca                                                            | 48 - 74                                                              | Italia                                                               | Amichevole                                                           | 13                                                                   | [ 40 ]                                                               |
| 11-6-2025                                                            | Brno                                                                 | Rep. Ceca                                                            | 67 - 68                                                              | Italia                                                               | Amichevole                                                           | 10                                                                   | [ 41 ]                                                               |
| 13-6-2025                                                            | Castenaso                                                            | Italia                                                               | 79 - 41                                                              | Montenegro                                                           | Amichevole                                                           | 4                                                                    | [ 42 ]                                                               |
| 18-6-2025                                                            | Bologna                                                              | Serbia                                                               | 61 - 70                                                              | Italia                                                               | EuroBasket 2025 - Girone B                                           | 11                                                                   | [ 43 ]                                                               |
| 19-6-2025                                                            | Bologna                                                              | Italia                                                               | 77 - 66                                                              | Slovenia                                                             | EuroBasket 2025 - Girone B                                           | 11                                                                   | [ 44 ]                                                               |
| 21-6-2025                                                            | Bologna                                                              | Italia                                                               | 65 - 51                                                              | Lettonia                                                             | EuroBasket 2025 - Girone B                                           | 5                                                                    | [ 45 ]                                                               |
| 24-6-2025                                                            | Atene                                                                | Italia                                                               | 76 - 74 dts                                                          | Turchia                                                              | EuroBasket 2025 - Quarti di finale                                   | 16                                                                   | [ 46 ]                                                               |
| 27-6-2025                                                            | Atene                                                                | Italia                                                               | 64 - 66                                                              | Belgio                                                               | EuroBasket 2025 - Semifinale                                         | 13                                                                   | [ 47 ]                                                               |
| 29-6-2025                                                            | Atene                                                                | Francia                                                              | 54 - 69                                                              | Italia                                                               | EuroBasket 2025 - Finale 3º posto                                    | 10                                                                   | 3º posto                                                             |
| Totale                                                               |                                                                      | Presenze                                                             | 43                                                                   |                                                                      | Punti                                                                | 262                                                                  |                                                                      |

## Palmarès
- Campionato italiano: 1

Reyer Venezia: 2023-2024